# إعادة اكتشاف فلسطين: أهالي جبل نابلس 1700-1900
إعادة اكتشاف فلسطين: أهالي جبل نابلس 1700-1900 هو كتاب للكاتب الفلسطيني بشارة دوماني، صَدرَ باللُّغة العربية عن مؤسسة الدراسات الفلسطينية سنة 2002، يقع الكتاب في 454 صفحة. يتحدث الكتاب عن المجتمع الفلسطيني والعلاقات الإجتماعية والإقتصادية في منطقة جبل نابلس خلال العهد العثماني. اعتمد الكاتب على مصادر محلية وأصلية مثل الأوراق الخاصة وسجلات المحاكم الشرعية بالإضافة إلى شهادات تجار وفلاحين وموظفين عثمانيين، يُعد أول كتاب عن التاريخ الاجتماعي الفلسطيني في العهد العثماني ويقدم إطاراً لفهم الصراع الفلسطيني- الاسرائيلي.

## ملخص الكتاب
يُركز الكتاب على الدور القيادي المحلي لمدينة نابلس في ظل الحكم العثماني التي كانت في تلك الفترة أكبر مدينة في فلسطين وأهم مركز في تجارتها الإقليمية، ويبرز العلاقة المدنية والريفية التي شكلت أساس الإقتصاد والثقافة الفلسطينية في تلك الفترة. استند الكاتب على مصادر محلية وأصلية مثل الوثائق الخاصة وسجلات المحاكم الشرعية بالإضافة إلى شهادات التجار والفلاحين وموظفين عثمانيين، مما ساعد بتوثيق التغيرات الاجتماعية والاقتصادية بعمق. كما سلط الضوء على دور عائلات التجار التي كانت تمتلك عقارات في المدن وتمكنت من ترك وثائق تفصيلية مما ساعد على تتبع التغيرات في المجتمع على مدى فترات طويلة. يعتبر الكتاب جزءاً من سلسلة دراسة المدن والبلدات الفلسطينية ويعد مرجعاً مهماً لفهم تطور الحياة الاجتماعية والثقافية في فلسطين خلال العهد العثماني.